# Casimir Davaine
Pour les articles homonymes, voir Davaine.
Casimir Davaine, né le 19 mars 1812 à Saint-Amand-les-Eaux (Nord) et mort le 14 octobre 1882 à Garches (Hauts-de-Seine), est un médecin français connu principalement pour ses travaux sur le charbon, maladie animale transmissible à l’homme, travaux où il démontre, parmi les tout premiers, le caractère pathogène de micro-organismes qu'on n'a pas encore, à cette époque, baptisés du nom de « microbes ».
Ayant précisé l’étiologie de la maladie du charbon et son origine bactérienne, Davaine ouvre la voie aux recherches de microbiologie médicale. Il peut donc être considéré comme l'un des fondateurs de la bactériologie et de la microbiologie. Avec lui, l'idée du rôle pathogène des bactéries entre en médecine.

## Biographie
Né à Saint-Amand-les-Eaux, Casimir Davaine est le sixième enfant (sur neuf) du distillateur protestant Benjamin-Joseph Davaine et de Catherine Vanautrève, issue d'une famille (catholique) de distillateurs originaire de Deinze (Flandre orientale).

### Études
Il commence ses études à Saint-Amand-les-Eaux, les poursuit à Tournai (en Belgique) en 1828, et à Lille.
En 1830, il s’inscrit à la Faculté de médecine de Paris. En 1835, il devient externe de Pierre Rayer à l'Hôpital de la Charité où il rencontre Claude Bernard, avec lequel il se lie d'amitié. En 1837, il obtient son titre de médecin, le président du jury de sa soutenance de thèse est Alfred Velpeau.
À partir de 1838, il exerce la médecine à Paris, avant de s'installer en Provence pour exercer son métier, tout en se consacrant à ses recherches.

### Carrière
En 1848, il est membre fondateur de la Société de biologie.
En 1850, il observe avec Pierre Rayer des « petits corps filiformes » dans le sang d’animaux atteints par le charbon. L'antériorité de cette découverte fut toutefois revendiquée par le médecin allemand Aloys Pollender, qui avait lui aussi parfaitement identifié le bacille charbonneux décrit par lui comme des « corpuscules en forme de bâtonnets » (Stabförmiger Körperchen), mais qui ne publia qu'en 1855 ses observations faites en 1849.
À partir de 1863, il fait des recherches sur le charbon et la septicémie du bétail qui lui vaudront son élection en 1868 à l'Académie de médecine.
En 1866, il passe quelque temps à Saint-Julien-en-Beaujolais (Rhône) auprès de Claude Bernard souffrant et profite de ce court séjour à la campagne pour étudier les moisissures de fruits.
En janvier 1869, il épouse Maria Georgina Forbes avec qui il avait eu un fils, Jules, en 1845.
Pendant la guerre franco-prussienne de 1870, il exerce son métier de médecin d'ambulances au sein des troupes françaises et prépare un livre sur sa philosophie du bonheur et de la vie.

### Retraite
En 1871, il publie ce livre sous le titre Les éléments du bonheur. La guerre finie, il se fait construire une maison à Garches, près de Paris, et se passionne pour le jardinage, loin des tumultes de la vie.
À partir de 1875, sa santé s'amenuise et il publie peu. Son état l'empêche d'assister aux derniers moments de Claude Bernard alors qu'il est son médecin et ami.
Il meurt en 1882 à Garches, veillé par sa femme, son fils Jules et son neveu Alphonse. Il est inhumé au cimetière du Père-Lachaise (division 47), avec sa femme et son fils.
Sa maison fut léguée en 1891 par sa veuve à l'Assistance publique pour y créer un centre de convalescence pour filles entre 4 et 12 ans, sans distinction de religion. Sa maison est aujourd'hui une fondation, la Fondation Davaine.

### Davaine et son temps
Savant modeste, effacé, peu enclin aux honneurs malgré ses titres et distinctions, Davaine était lié d'amitié avec les grands médecins français de son temps : Charcot (avec qui il a collaboré), Brown-Séquard, Robin, Vulpian, Lasègue et Laboulbène (son biographe). Il a été aussi le médecin traitant et l'ami de Claude Bernard, et de Pierre Rayer , son maître.
Davaine fut l'un des médecins les plus réputés sous le Second Empire. Il était médecin par quartier de Napoléon III ; de la dame aux camélias (Mme Alphonsine Plessis, plus connue sous le nom de Marie Duplessis), et de grands financiers comme les Rothschild et les d'Eichthal,,.
Il fut également très lié avec le compositeur Rossini, et il avait des relations très cordiales avec Louis Pasteur, comme l'indique sa correspondance.

### Davaine et la religion
Son fils, Jules-Casimir Davaine, rédigea une biographie de son père.
Casimir Davaine est issu d'une importante famille protestante de Saint-Amand-les-Eaux. Toutefois sa mère, originaire de Deinze près de Gand, est flamande et catholique. D'après la biographie laissée par son fils, il est lui-même devenu « doucement sceptique ».
Il conclut néanmoins son ouvrage Les éléments du bonheur, terminé pendant le siège de Paris, par ces mots : « Marchons donc dans les voies de la raison, de la conscience et de la religion. Sans réclamer des droits, pratiquons nos devoirs. Sachons que le bonheur n'a point été garanti par la nature à tous les êtres qu'elle a créés (...) et que nous en sommes les principaux artisans. »
Élevé dans la religion catholique, marié tardivement à une Anglaise, il semble qu'il ait été proche d'un protestantisme libéral à tendance rationaliste, tel qu'illustré par le pasteur Timothée Colani.

## Travaux

### Travaux sur le charbon
L’expression « maladie du charbon » provient de la teinte noire que prend le sang des animaux et les pustules des êtres humains contaminés par la maladie.
En 1850, Davaine découvre, avec le dermatologue français Pierre Rayer (1793-1867), un micro-organisme dans le sang de moutons malades et morts du charbon. Ce bacille isolé dans le sang malade est connu depuis comme étant l'agent de la maladie du charbon. L'essai de Rayer sur le charbon (1850) contient ainsi la première description du Bacillus anthracis. Rayer y décrit le résultat de l'inoculation de sang charbonneux à des moutons sains et constate que le sang de moutons sains inoculés a les mêmes caractéristiques que celui des animaux atteints de cette maladie.
En 1863, Davaine démontre que ce bacille peut être directement transmis d’un animal à un autre. Il publie dans les Comptes rendus de l’Académie des sciences deux articles dans lesquels il explique qu'il a transmis le charbon à divers animaux par injection de sang d'animaux charbonneux. À la fin du second article, il considère comme prouvé que la bactérie est l'agent causal de la maladie.
Plus tard, le médecin allemand, Robert Koch (1843-1910), apportera des éléments sur l'épidémiologie du charbon.
En 1865, Davaine reçoit le prix Bréant pour ses recherches sur le charbon.
En 1868, Davaine essaye de déterminer la durée d’incubation du charbon en utilisant une technique d’inoculation expérimentale en utilisant une seringue de Pravaz,.
En 1870, il publie ses études sur la contagion du charbon chez les animaux domestiques.
En 1873, il démontre que le sang charbonneux dilué dans de l'eau perd de sa virulence s'il est chauffé à 55 °C pendant 5 minutes. En revanche, si le sang est séché, les bactéridies conservent leur pouvoir pathogène même s'ils sont élevées à une température de 100 °C. Il cherche expérimentalement à bloquer les pustules malignes du charbon en appliquant un fer chaud et il entrevoit une possibilité d'un traitement curatif.

### Autres travaux
Casimir Davaine est aussi connu pour ses travaux de pionnier sur la « septicémie bovine ». Il fait expérimentalement la distinction entre cette maladie et le charbon, mais il ne réussit pas à isoler le germe responsable (une Pasteurella).
En 1860, il publie un monumental Traité des Entozoaires qui synthétise toute la parasitologie de son temps. Il découvre Pentatrichomonas hominis (1854), un flagellé non pathogène, symbiote du tube digestif. Il décrit le cycle de Anguina tritici, ver parasite du blé, et propose des moyens de le combattre (1854-1856).
Il est l'un des premiers à pratiquer le diagnostic parasitologique par la recherche d'œufs dans les selles (1857). Il étudie expérimentalement le développement de Ascaris lumbricoides et Trichuris trichiura (1858, 1862).
Il découvre les propriétés bactéricides de l'iode, ce qui conduira à l'utilisation d'antiseptiques iodés, en solution aqueuse (solution de Lugol) ou alcoolique (teinture d'iode, alcool iodé).
Il s'intéresse également à de nombreux problèmes biologiques. En biologie humaine, il décrit le déplacement amiboïde des leucocytes (1850). En 1852, il résout le problème du sexe des huîtres en montrant qu'il s'agit d'un hermaphrodisme successif.
En son honneur, une famille et un genre de cestodes sont nommés Davaineidae et Daveinea.

## Citations
Voici ce que dit l'historien des sciences, Antonio Cadeddu, de Casimir Davaine :

« Le mérite d'avoir pour la première fois démontré le rôle pathogène d'une bactérie pour l'homme et pour les animaux domestiques revient entièrement à un médecin français, étrangement peu connu et peu étudié : Casimir Davaine. »

## Titres et distinctions
- Membre fondateur de la société de biologie (1848)
- Prix de physiologie expérimentale de l'Institut (1854) pour ses recherches sur la génération des huîtres
- Prix de physiologie expérimentale (1856) pour ses recherches sur le nématode (anguillule du blé niellé) responsable de la maladie du blé connue sous le nom de Nielle
- Titulaire de la croix de chevalier de la Légion d'honneur (1855)[19]
- Prix de médecine et chirurgie de l'Institut (1860) pour son Traité des entozoaires
- Prix Bréant (1865) pour ses recherches sur le charbon
- Membre de l'Académie de médecine depuis 1868
- Prix Behague de la Société nationale d’agriculture de France (1879)
- Prix de physiologie (1879)[20],[8],[5]

## Œuvres
- Casimir Joseph Davaine, De l'hématocèle de la tunique vaginale, Thèse de médecine de Paris no 428, 1837. Casimir Davaine, Thèse de médecine consultable sur internet
- Casimir Joseph Davaine, Traité des entozoaires et des maladies vermineuses de l'homme et des animaux domestiques, éd. J.B. Baillière, Paris, 1860 ; nouvelle édition revue : Paris, 1877.
- Casimir Joseph Davaine, Recherches sur l’anguillule du blé niellé, 1856.
- Casimir Joseph Davaine, Recherches sur la génération des huîtres, éd. E. Thunot, 1853.
- Casimir Joseph Davaine, Les éléments du bonheur, Grassart libraire-éditeur, 1871
- Casimir Joseph Davaine, L'Œuvre. Charbon, septicémie, parasitisme, microbisme, anatomie, physiologie, anomalies, tératologie. Éd. Librairie J.-B. Baillière et Fils, complétée par A. Laboulbène et A. Davaine, Paris, 1889.